# Cicindela depressula
Cicindela depressula – gatunek chrząszcza z rodziny biegaczowatych i podrodziny trzyszczowatych. Zamieszkuje zachodnią Nearktykę od Alaski przez Kanadę po środkowo-zachodnie Stany Zjednoczone.

## Taksonomia
Gatunek ten opisany został po raz pierwszy w 1897 roku przez Thomasa Caseya. Jako lokalizację typową wskazano Hrabstwo Placer w Kalifornii. W 1901 roku Henry Clinton Fall opisał gatunek Cicindela eureka (jako miejsce typowe wskazując Hrabstwo Humboldt), któremu później obniżono rangę do podgatunku w obrębie C. depressula. W 1909 roku Casey opisał podgatunek C. depressula scapularis, który zsynonimizowany został w 1953 roku z C. oregona oregona przez Melville’a Harrisona Hatcha.
Współcześnie w obrębie tego gatunku wyróżnia się więc dwa podgatunki:
- Cicindela (Cicindela) depressula depressula Casey, 1897
- Cicindela (Cicindela) depressula eureka Fall, 1901

## Morfologia

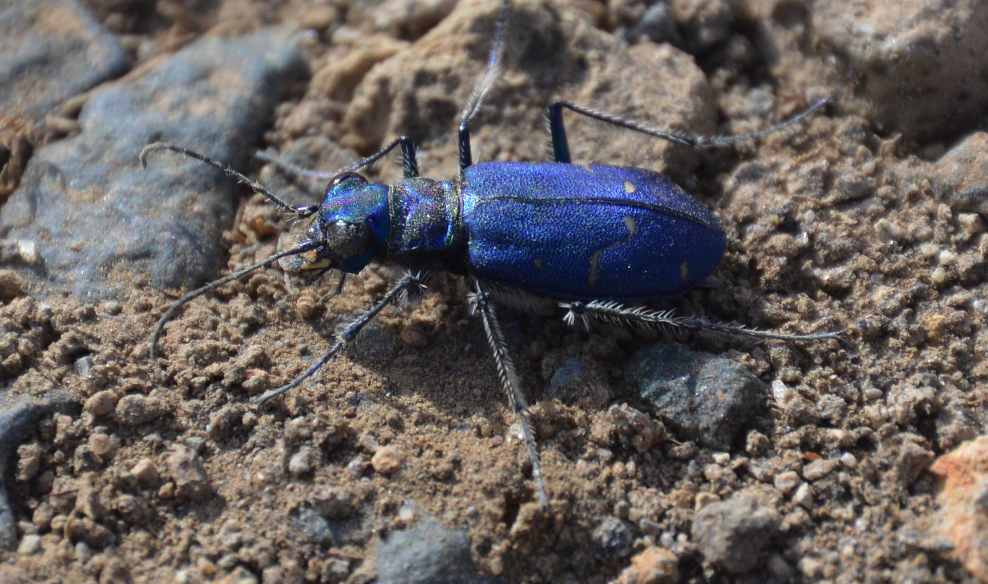
C. d. depressula

Chrząszcz o ciele długości od 12 do 16 mm, przy czym u C. d. eureka rozmiary są przeciętnie większe niż u C. d. depressula. Wierzch ciała u C. d. eureka ubarwiony jest niemal całkiem brązowo, tylko u starszych okazów przybierając odcień bardziej zielonawy. U podgatunku nominatywnego wierzch ciała może być zielony, niebieski, brązowy lub czarny. Na pokrywach występuje zwykle kompletny wzór z cienkich, białych lub kremowych plamek i przepasek. Przepaska środkowa zakrzywiona jest ku tyłowi stopniowo, nie zaś gwałtownie jak u pokrewnego C. oregona. Wzór z przepasek i plamek jest silniej wyrażony u C. d. eureka niż u C. d. depressula. Spód ciała może mieć barwę od miedzianozielonej po błękitną, zawsze z silnym połyskiem metalicznym. 

## Ekologia i występowanie

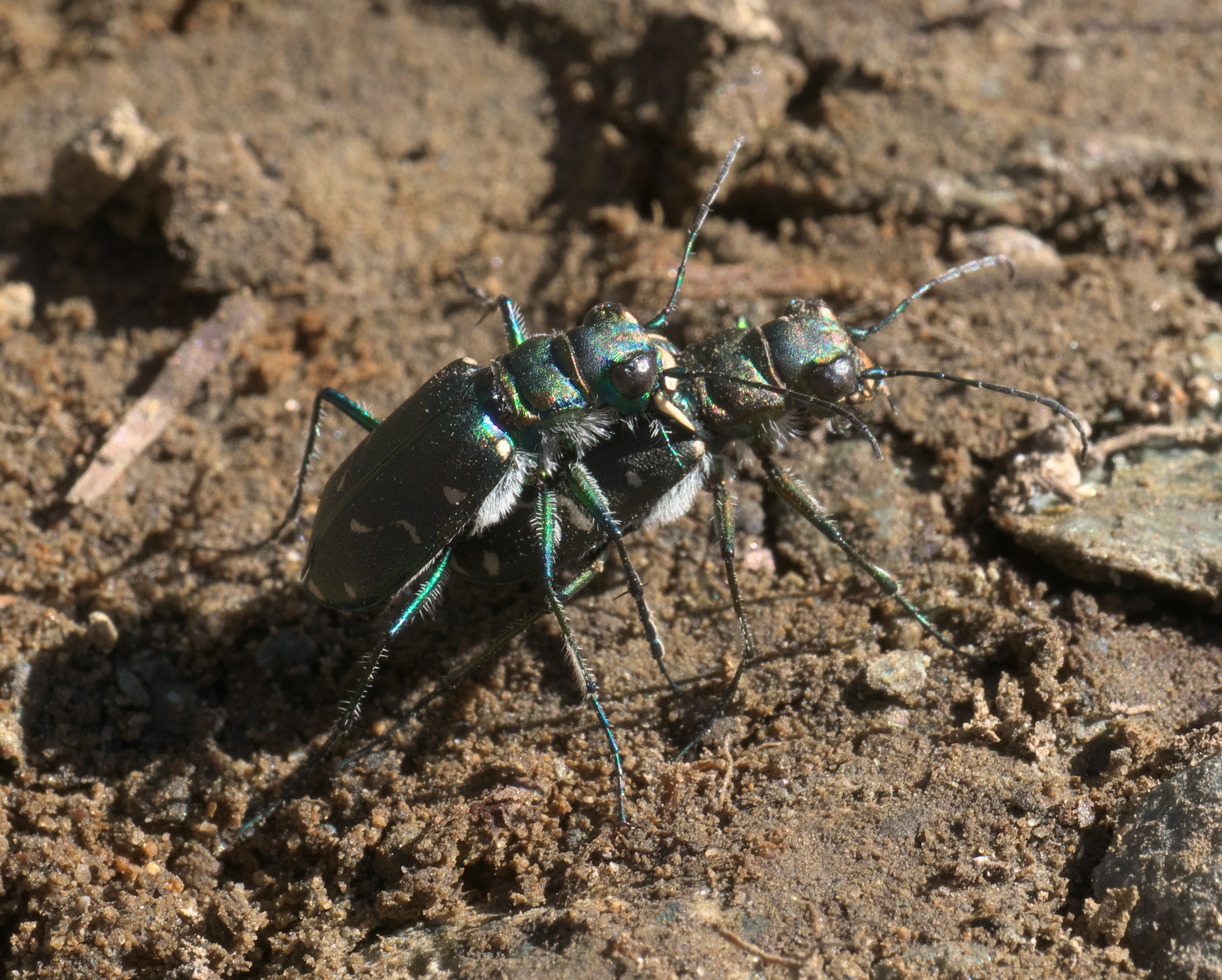
Kopulacja

Owad ten występuje od poziomu morza po rzędne przekraczające 3000 m n.p.m. Podgatunki różnią się wymaganiami siedliskowymi i fenologią. C. d. depressula jest podgatunkiem górskim. Występuje na obszarach trawiastych, w tym łąkach piętra alpejskiego, w miejscach, gdzie roślinność zaburzona została topniejącą pokrywą śnieżną, pożarami, wydeptywaniem czy rozjeżdżaniem. Postacie dorosłe aktywne są od maja do początku października, ale tylko przy pogodzie słoneczniej, w związku z czym najczęściej spotykane są późnym latem. Larwy żyją w norkach wykopanych w odsłoniętej glebie wśród niskiej roślinności. Często norki te występują w dużych liczbach w błotnistych miejscach poniżej topniejących płatów śniegu. C. d. eureka jest podgatunkiem nizinnym, rozmieszczonym wzdłuż wybrzeży oceanicznych. Bytuje na plażach oceanicznych oraz wilgotnych pobrzeżach rzek i strumieni o podłożu piaszczystym lub żwirowym. W północnej części zasięgów podgatunki tworzą formę pośrednią, występującą na średnich rzędnych. Zamieszkuje ona pobrzeża górskich potoków i strumieni o żwirowym podłożu. Oba podgatunki dobrze latają.
Gatunek nearktyczny. Podgatunek nominatywny znany jest z południowej Alaski, zachodniej i południowej Kolumbii Brytyjskiej, Waszyngtonu, Oregonu, Idaho, Montany, Nevady i Kalifornii. C. d. eureka rozmieszczony jest wzdłuż wybrzeży pacyficznych od Kolumbii Brytyjskiej przez Waszyngton i Oregon aż po Monterey Bay w Kalifornii.